# Gryllacris servillei
Gryllacris servillei är en insektsart som beskrevs av Wilhem de Haan 1842. Gryllacris servillei ingår i släktet Gryllacris och familjen Gryllacrididae. Inga underarter finns listade i Catalogue of Life.